# ماركو بيلوشيو
ماركو بيلوشيو (بالإيطالية: Marco Bellocchio )‏ (و. 1939  م) هو مخرج أفلام، وكاتب سيناريو، وسياسي، ومونتير، وممثل، وممثل أفلام، من إيطاليا، ولد في بوبيو.

## التعليم
تعلم في المركز التجريبي للتصوير السينمائي ‏.

## جوائز
حصل على جوائز منها:
- نيشان الاستحقاق الإيطالي للثقافة والفنون [الإنجليزية]‏.

## وصلات خارجية
- ماركو بيلوشيو على موقع IMDb (الإنجليزية)
- ماركو بيلوشيو على موقع الموسوعة البريطانية (الإنجليزية)
- ماركو بيلوشيو على موقع مونزينجر (الألمانية)
- ماركو بيلوشيو على موقع ألو سيني (الفرنسية)
- ماركو بيلوشيو على موقع تيرنر كلاسيك موفيز (الإنجليزية)
- ماركو بيلوشيو على موقع أول موفي (الإنجليزية)
- ماركو بيلوشيو على موقع قاعدة بيانات الأفلام السويدية (السويدية)
- ماركو بيلوشيو على موقع إن إن دي بي (الإنجليزية)
- ماركو بيلوشيو على موقع قاعدة بيانات الفيلم (الإنجليزية)
- ماركو بيلوشيو على موقع كينوبويسك (الروسية)